# Karlovy Vary (vùng)

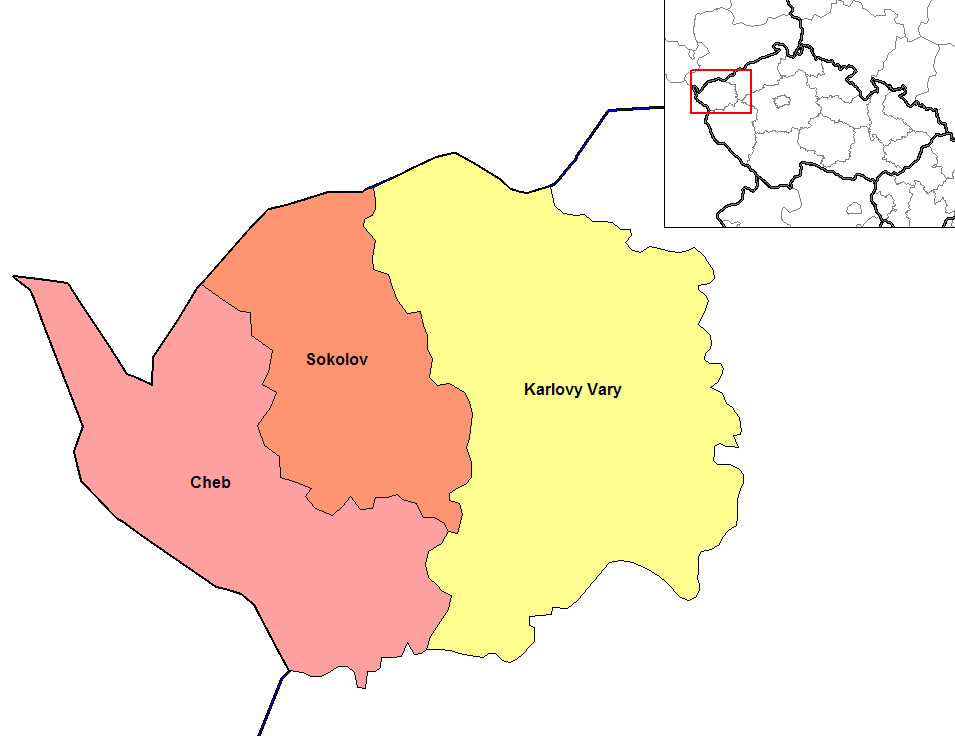
Các quận của vùng Karlovy Vary

Vùng Karlovy Vary (tiếng Séc: Karlovarský kraj) là một vùng của Cộng hòa Séc ở cực tây của vùng lịch sử Bohemia, giáp biên giới với các bang Sachsen và Bayern của Đức. Tên vùng được đặt theo thủ phủ vùng Karlov Vary. Vùng này có dân số là 314.441 người (thời điểm tháng 3 năm 2011), diện tích là 3314 km2. Thủ phủ vùng đóng tại thành phố Karlovy Vary.
Vùng nổi tiếng với các suối nước nóng (Karlovy Vary, Mariánské Lázně và những nơi khác).
Điểm cao nhất nằm ở Klínovec có độ cao 1.244 mét (4.081 ft)

## Các quận
- Quận Cheb
- Quận Karlovy Vary
- Quận Sokolov

## Thành phố và thị xã
- Karlovy Vary
- Aš
- Cheb
- Chodov
- Františkovy Lázně
- Jáchymov
- Kraslice
- Loket
- Luby u Chebu
- Mariánské Lázně
- Nejdek
- Ostrov
- Skalná
- Sokolov